# Ulm Challenger 1998
Lo Ulm Challenger 1998 è stato un torneo di tennis facente parte della categoria ATP Challenger Series nell'ambito dell'ATP Challenger Series 1998. Il torneo si è giocato a Ulma in Germania dal 30 giugno al 5 luglio 1998 su campi in terra rossa.

## Vincitori

### Singolare
Younes El Aynaoui ha battuto in finale  Dinu Pescariu con il punteggio di 6–4, 6–3

### Doppio
Márcio Carlsson /  Jaime Oncins hanno battuto in finale  Dirk Dier /  Michael Kohlmann con il punteggio di 6–4, 6–7, 6–3